# Куликово (Киев)
Кулико́во (укр. Куликове) — историческая местность, бывший хутор в Деснянском районе в также одноименный микрорайон в Днепровском районе города Киева.
Географические координаты местности — 50°28′59″ с. ш. 30°36′26″ в. д..
Расположен между Воскресенкой, Троещиной и Северодарницким лесопарком. 
Название «Куликово» — народное, и происходит оно, вероятно, от большого количества куликов, которые водились в этой местности, что в своё время была заболочена. Впервые упоминается в 1571 году как долина Куликово, а в 1616, 1764 — уже как селение. В 1980—1981 годах частную застройку в Куликово снесли, и был построен новый микрорайон Воскресенского жилого массива. Главные улицы — Курнатовского (её чётная сторона) и Сулеймана Стальского (её конечная часть).